# Lola Landau
Lola Landau (ur. 3 grudnia 1892 w Berlinie, zm. 5 lutego 1990 w Jerozolimie) – żydowska pisarka.

## Życiorys
Leonore Landau była córką szanowanego żydowskiego ginekologa dra Theodora Landau (1861–1932) i jego żony Philippiny (1869–1964) z domu Fulda. Leonore dorastała w wykształconym i liberalnym środowisku wyższej klasy średniej. Ważny praski rabin Ezechiel Landau (1713-1793) był jednym z jej przodków. Po ślubie z filozofem, socjalistą i wykładowcą Siegfriedem Marckiem (1889–1957) w 1915 r. przeniosła się do Wrocławia, gdzie zasłynęła z publikacji poetyckich. Jej pierwsza książka z wierszami została opublikowana w Monachium w 1916 r. Już podczas I wojny światowej była zaangażowana w sprawy pokoju i kobiet. We Wrocławiu w 1917 r. podczas wykładu o wypędzeniu Ormian z Turcji poznała poetę i pacyfistę Armina T. Wegnera (1886–1978). Od 1919 roku zaczęli się spotykać. Opuściła Siegfrieda Marcka wraz ze swoimi synami Andreasem (ur. 1916) i Alfem (ur. 1918) i poślubiła Armina T. Wegnera w 1920 r., z którym przeprowadziła się do Neuglobsowa nad jeziorem Großer Stechlinsee. Ich córka Sybilla urodziła się w 1923 r. Od 1925 r. rodzina utrzymywała mieszkanie w Berlinie, ale miesiące wakacyjne i liczne weekendy spędzała w swoim pięknym domu w Neuglobsow. Oprócz innych wolnych zajęć jako autorka (publikacja kilku książek poetyckich, dramatów, słuchowisk, artykułów w różnych gazetach i czasopismach), Lola Landau doradzała Arminowi T. Wegnerowi w jego pracy i ich wspólne dzieła literackie zostały wydane. Podczas wycieczki małżeństwa do Palestyny w 1929 roku Lola Landau doświadczyła silnych więzi z narodem żydowskim. Po przejęciu władzy przez Hitlera Lola Landau i jej rodzina doznały gwałtownej wrogości ze strony prawicowych radykalnych i antysemickich mieszkańców wioski Neuglobsow, kierowanych przez lokalnego bohatera I wojny światowej i nazisty generała Karla Litzmanna. W 1933 roku, jako Żydówka i pacyfistka, pisarka i jej mąż otrzymali zakaz pisania i publikowania, co pogrążyło małżonka w kryzysie materialnym. Po aresztowaniu jej męża w sierpniu 1933 r. przez nazistów, Lola Landau oraz jej dzieci Andreas i Sibylla początkowo schronili się w Anglii, Alf pozostał we Wrocławiu. Dopiero później przeniósł się do Anglii, a stamtąd do Australii. Jako przekonana syjonistka pracowała w Londynie dla żydowskiej organizacji Keren Hayesod oraz jako propagandystka dla WIZO. Wtedy zaplanowała emigrację do Palestyny. Po zwolnieniu męża z obozu koncentracyjnego rodzina mieszkała w Niemczech w latach 1934-1936. Na początku 1936 r. Lola Landau wraz z synem Andreasem i córką Sibyllą przeprowadziła się do Palestyny i zamieszkała w Jerozolimie. Mąż dołączył do niej, ale nie był w stanie mieszkać w Palestynie. W tym samym roku przeniósł się do Positano w południowych Włoszech. Od tego czasu małżeństwo istniało między dwoma krajami, Palestyną i Włochami, co było bardzo trudne ze względu na separację i doprowadziło do rozwodu. W następnych latach Lola Landau nawiązała nową znajomość z żydowskim matematykiem Pessachem Hebroni (zm. 1963 r.). Nadal pracowała dla organizacji Keren Hayesod i WIZO w Palestynie, ale także jako nauczycielka języka angielskiego.